# Dofí de Barcelona
El Dofí de Barcelona o Nicolau és un element del bestiari popular català vinculada a la Colla de Gegants del Casc Antic i forma part del Bestiari Històric de la ciutat. Té una figuració fantàstica, de manera que sembla tret d'un conte per a infants, i és representatiu del procés de renovació de la imatgeria festiva barcelonina dels anys noranta.
La iniciativa de construir el Dofí fou de la colla del Casc Antic, que volia una figura que pogués participar tant en espectacles de foc com en cercaviles i celebracions diverses. Per això, l'any 1999 l'encarregaren a l'imatger cardoní Toni Mujal, que l'enllestí pocs mesos després.
La figura fou batejada el febrer de l'any 2000 dins les Festes de Santa Eulàlia, en una cerimònia que va comptar amb la presència de totes les bèsties de foc de la Ciutat Vella. Li posaren el nom de Nicolau per lligar-la al llegendari tradicional català, i més concretament a la faula del peix Nicolau, que explica la història d'un nen a qui agradava tant l'aigua que es va convertir en peix i es va quedar a viure a la mar per sempre més.
El Dofí de Barcelona és una peça que pot fer tres funcions diferents: és bèstia de foc, animal d'animació i figura del Bestiari Històric, amb la participació en actes protocol·laris que això implica.
Quan no surt, es pot visitar a la Casa dels Entremesos, on és exposat permanentment amb gran part de la imatgeria festiva de la Ciutat Vella.